# Corylopsis stelligera
Corylopsis stelligera är en trollhasselart som beskrevs av Jean Baptiste Antoine Guillemin. Corylopsis stelligera ingår i släktet Corylopsis och familjen trollhasselfamiljen. Inga underarter finns listade i Catalogue of Life.